# Her Humble Ministry
Her Humble Ministry è un cortometraggio muto del 1911 diretto da Harry Solter.
Fu l'esordio per Spottiswoode Aitken, un attore teatrale ultra quarantenne che iniziò con questo film una carriera cinematografica che sarebbe durata fino al 1928.

## Produzione
Il film fu prodotto dalla Lubin Manufacturing Company.

## Distribuzione
Distribuito dalla General Film Company, il cortometraggio uscì nelle sale cinematografiche statunitensi il 18 maggio 1911.